# 贡茨维莱尔
贡茨维莱尔（法語：Guntzviller，法語發音：[ɡuntsvilɛʁ]）是法国摩泽尔省的一个市镇，属于萨尔堡-萨兰堡区。

## 地理
贡茨维莱尔（48°42'32"N, 7°9'40"E）面积5.39 平方千米，位于法国大東部大區摩泽尔省，该省份为法国东北部内陆省份，是洛林的一部分，西南接默尔特-摩泽尔省，东临下莱茵省，北与卢森堡和德国接壤。
与贡茨维莱尔接壤的市镇（或旧市镇、城区）包括：阿尔兹维莱尔、达博、阿塞尔堡、奥马尔坦、尼代尔维莱尔、普莱讷德瓦尔什、圣路易。
贡茨维莱尔的时区为UTC+01:00、UTC+02:00（夏令时）。

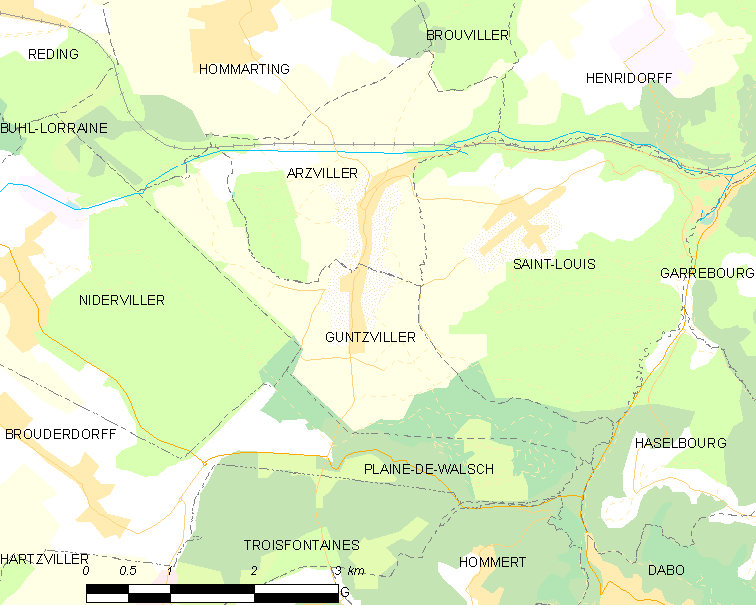
贡茨维莱尔的OSM定位图

## 行政
贡茨维莱尔的邮政编码为57405，INSEE市镇编码为57280。

## 政治
贡茨维莱尔所属的省级选区为法尔斯堡县。

## 人口

1962-2008年间贡茨维莱尔人口变化图示

贡茨维莱尔于2022年1月1日时的人口数量为356人。